# シャルル・エルマン
シャルル・エルマン（Charles Hermans、1839年8月7日 – 1924年12月7日）はベルギーの画家である。風俗画、肖像画、風景画などを描いた 。

## 略歴
ブリュッセルの裕福な家族に生まれた。若い時から美術に興味を持ち、ブリュッセルでルイ・ガレに学んだ。その後、ブリュッセルの美術学校(l'atelier Saint Luc)で学んだ。1858年から1861年はパリに滞在し、スイス出身の画家、シャルル・グレールの工房で学んだ。
1862年から1867年の間、イタリアに滞在し、ローマで修道士の生活を題材に描いた。自然主義のスタイルも風俗画の画家として、評価されることになった。
ベルギーに戻り、1868年にシャルル・ド・グルー、アルフレッド・フェルヴェー、コンスタンタン・ムーニエ、 ルイ・デュボア、フェリシアン・ロップス、ルイ・アルタン・ド・サンマルタン(Louis Artan de Saint-Martin)、テオドール・バロンといったベルギーの画家たちとともに、自由美術協会(Société Libre des Beaux-Arts)の会員になった。 ベルギーの美術界に変化を求めたこのグループの活動は、1869年のブリュッセルの官立展覧会で、メンバーのムーニエとアルタン・ド・サンマルタンの作品が入選し、1875年の官立展覧会に都会の中の社会的格差を描いたエルマンの作品、「At Dawn（暁）」が受理されるなどしたことで、アカデミック美術は時代遅れの扱いを受けるようになり、協会はその目的を達成されたとして1875年に解散した。
エルマンは国外の展覧会にも出展し、1878年のパリ万国博覧会やパリのサロンに出展した。仮面舞踏会を描いた大作を制作し、都会的な女性を題材にした作品を描いた。

## 作品

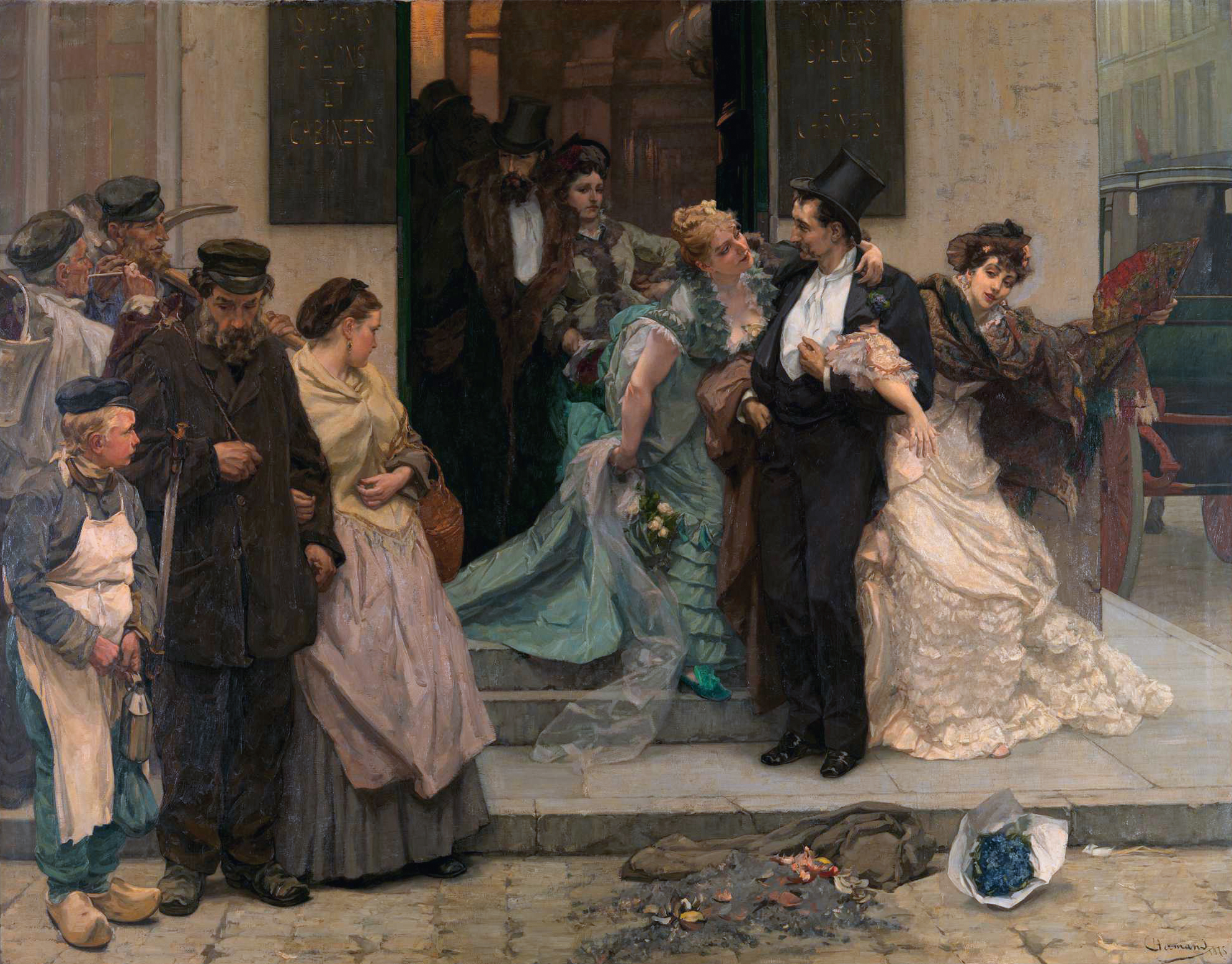
"At Dawn（暁）"(1875) ベルギー王立美術館蔵
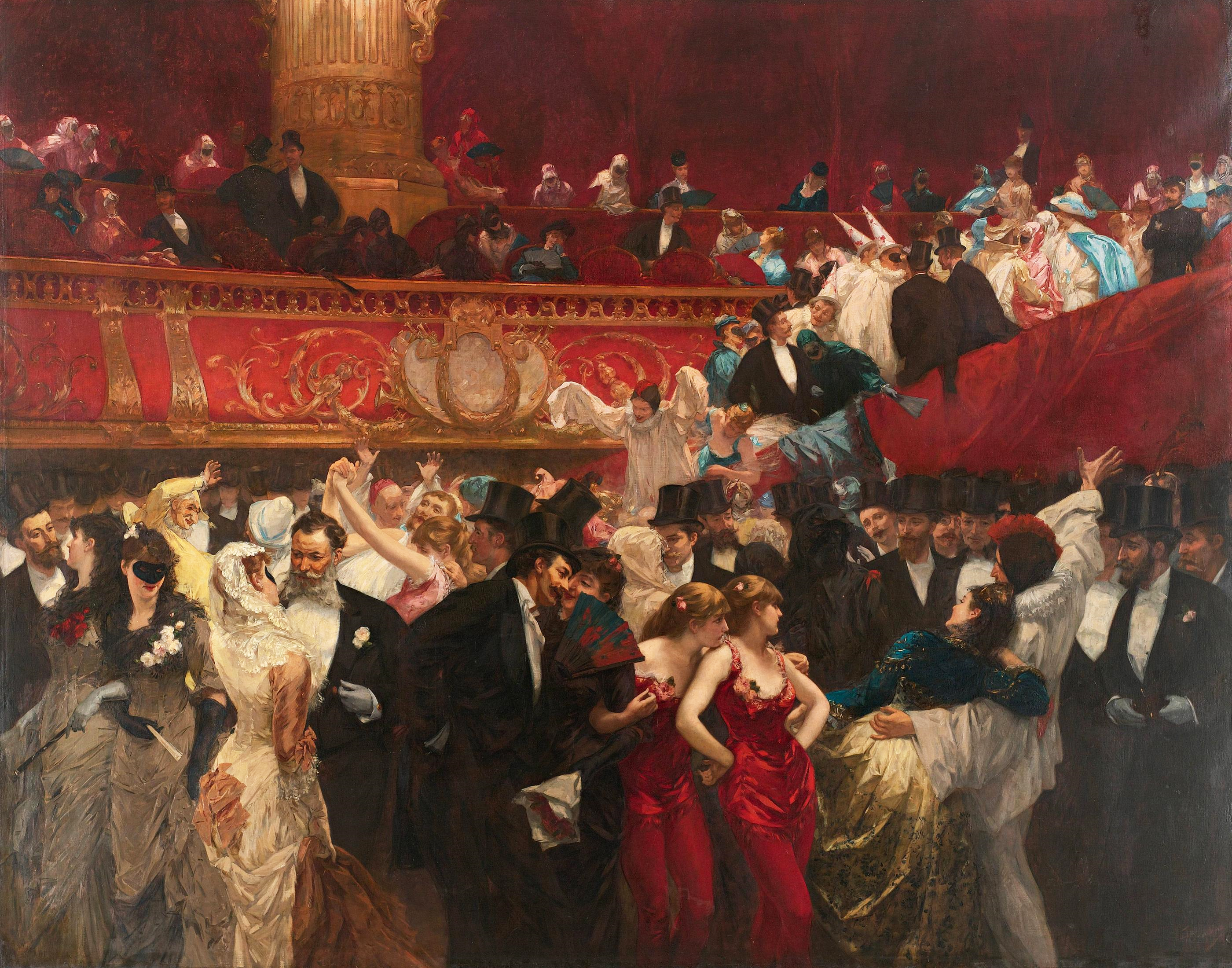
仮面舞踏会(1880) 奇美博物館蔵
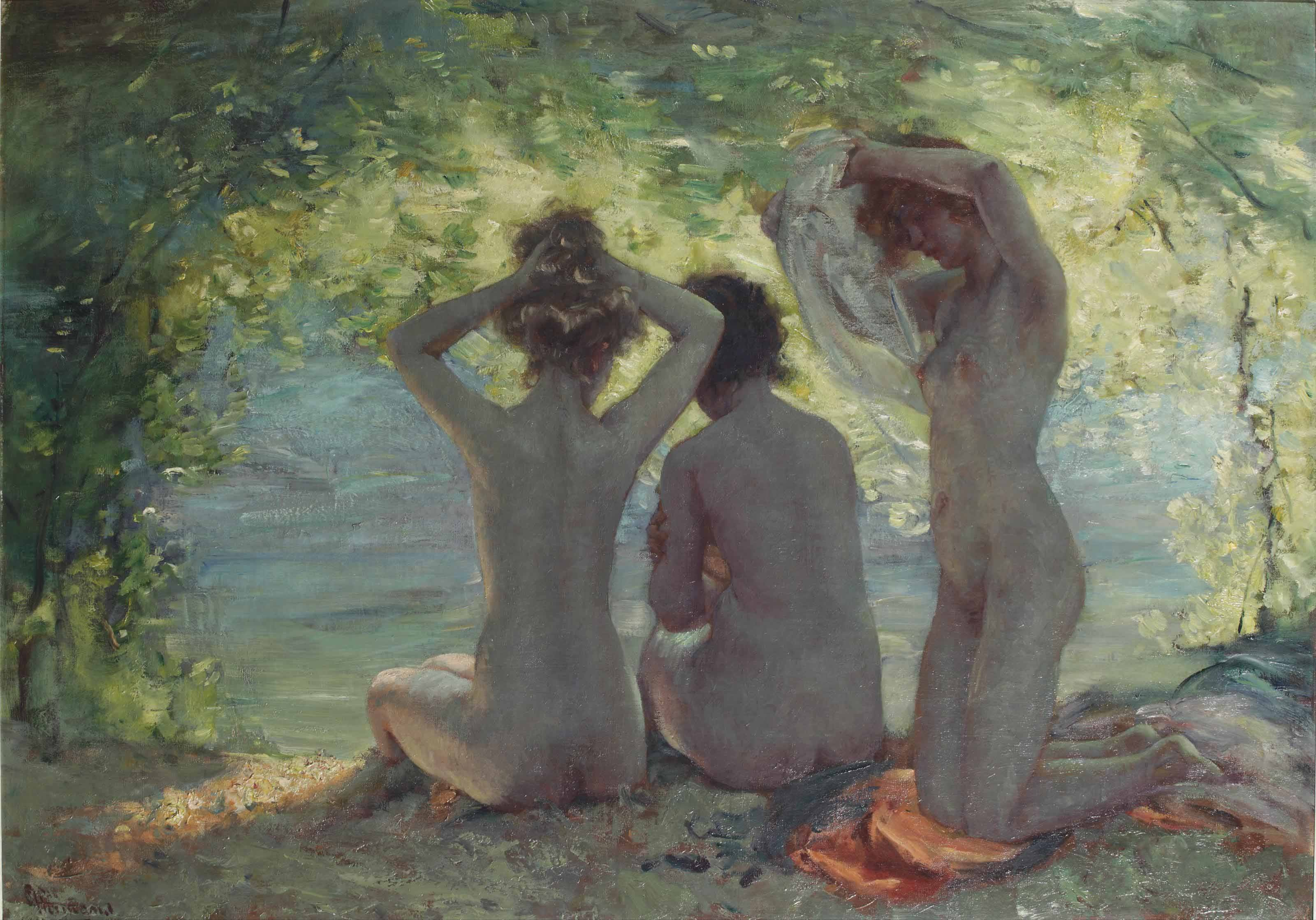
" Bathers"

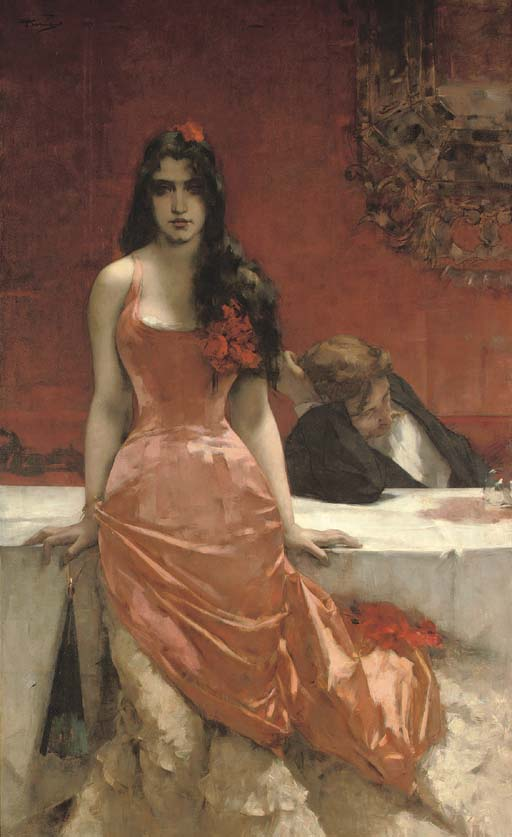
誘惑するキルケー 個人蔵
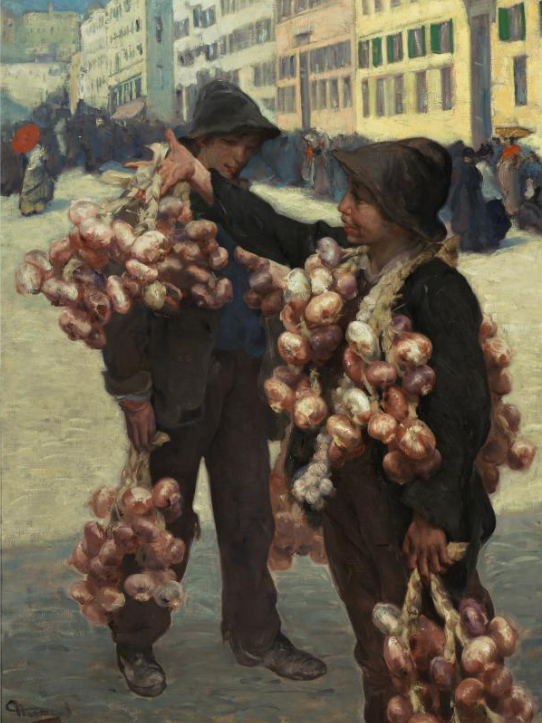
玉ねぎ売り
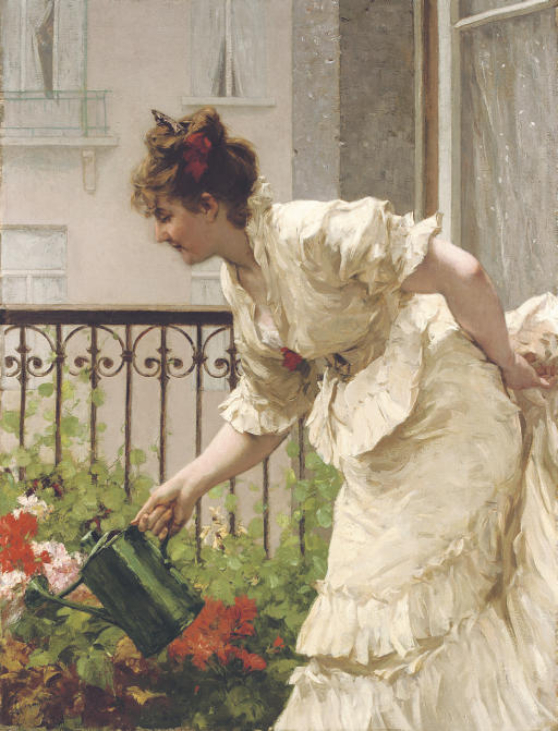
"A secret admire"
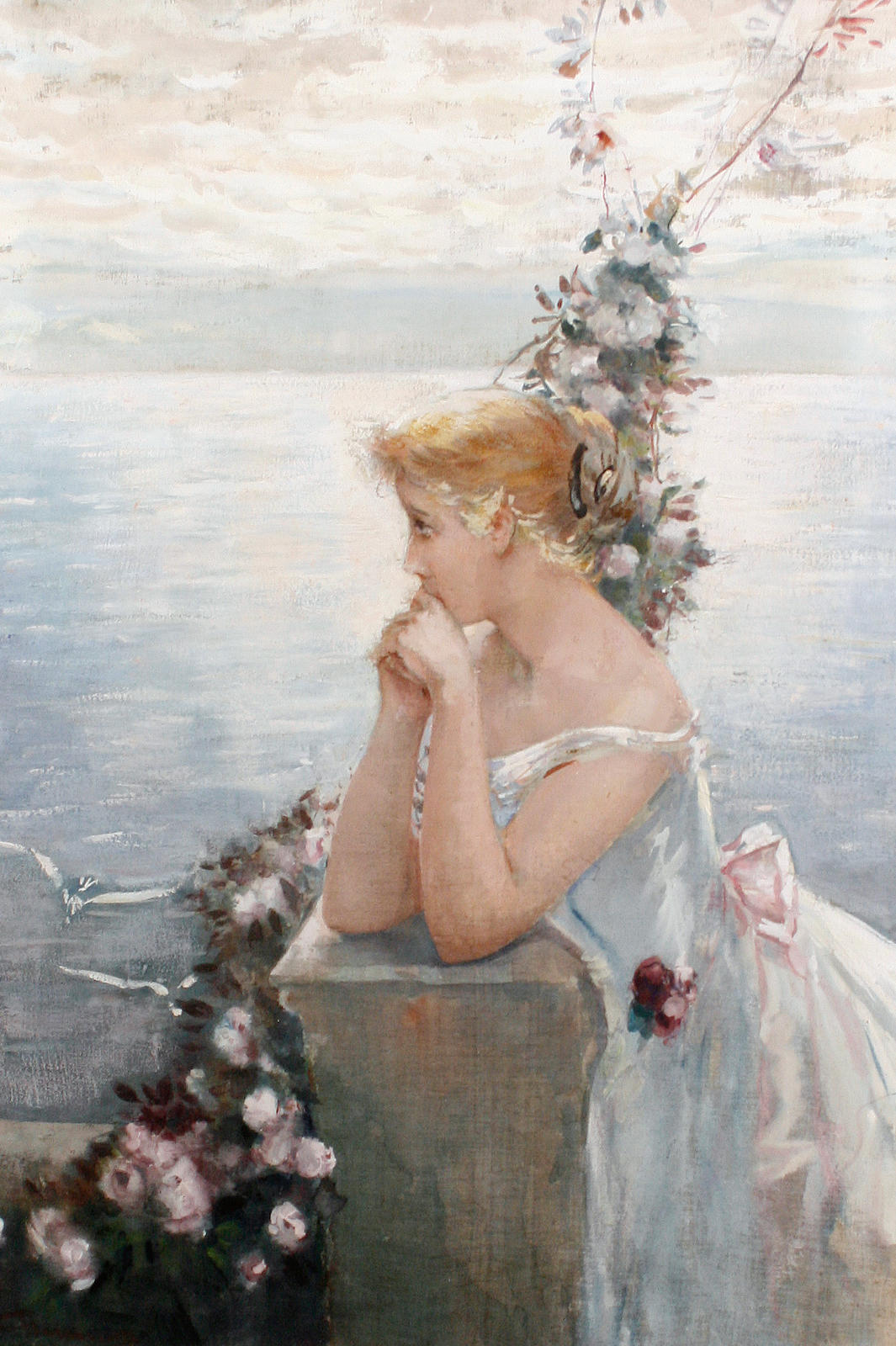
海辺の少女像